# Hippeastrum vittatum
Hippeastrum vittatum là một loài thực vật có hoa trong họ Amaryllidaceae. Loài này được (L'Hér.) Herb. mô tả khoa học đầu tiên năm 1821.

## Hình ảnh

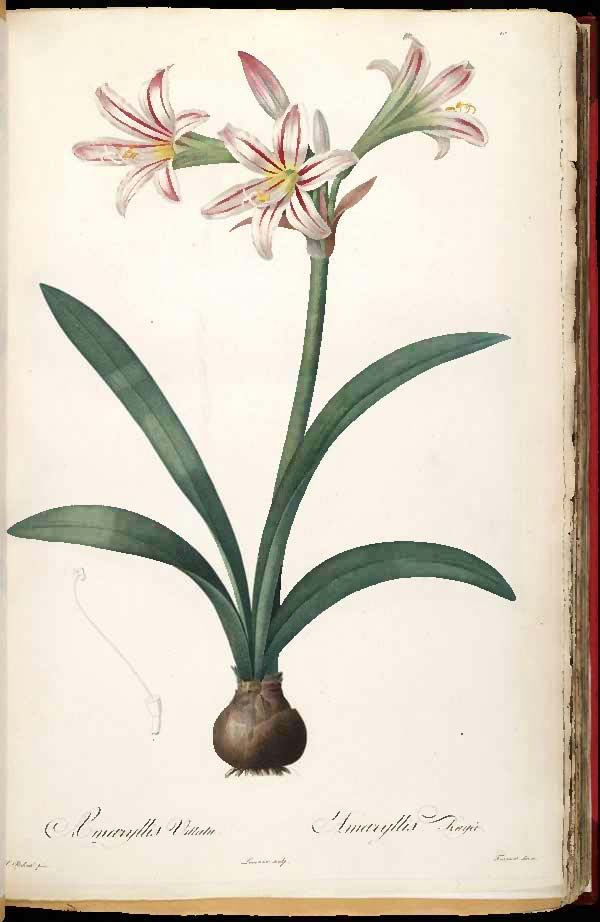
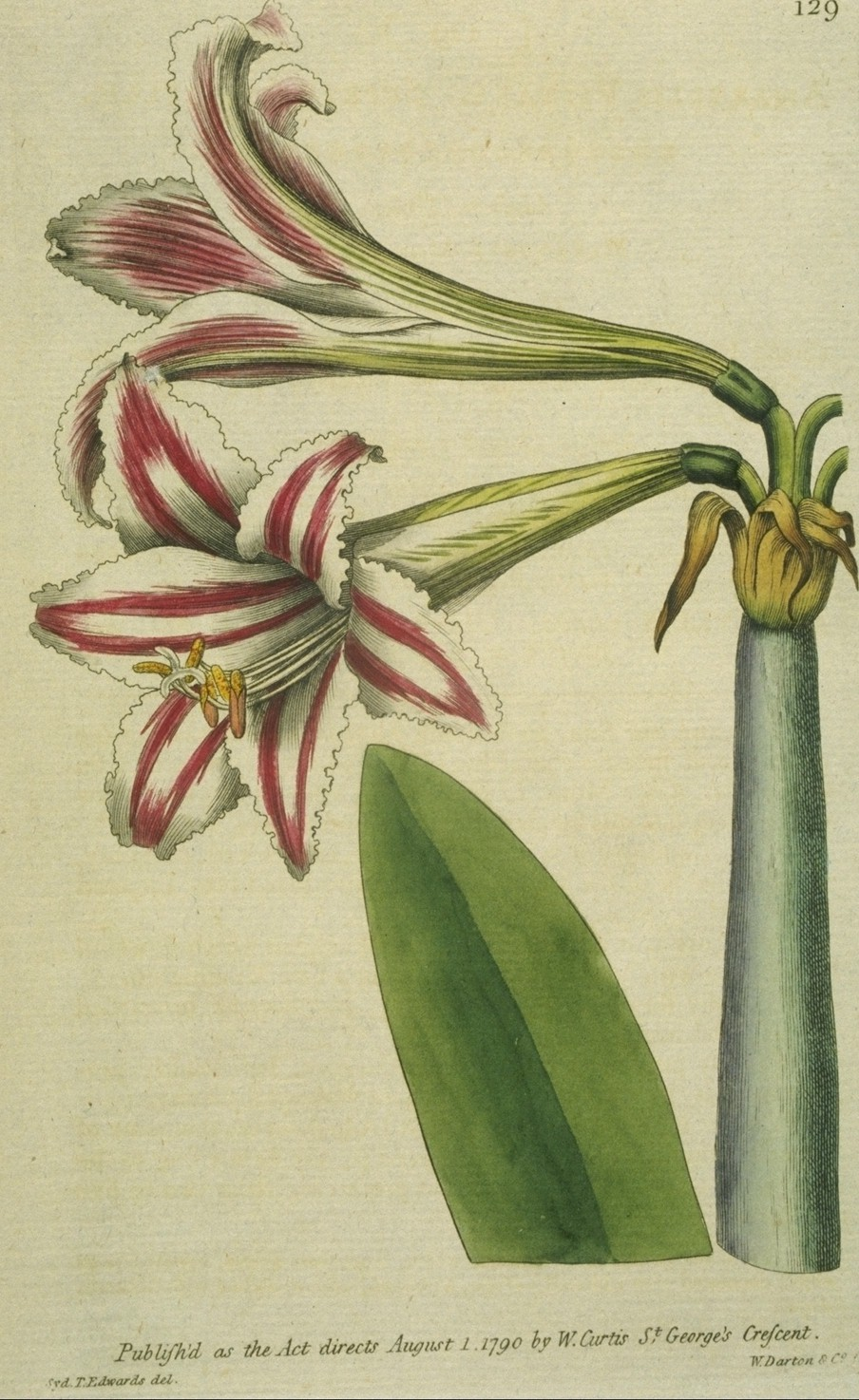
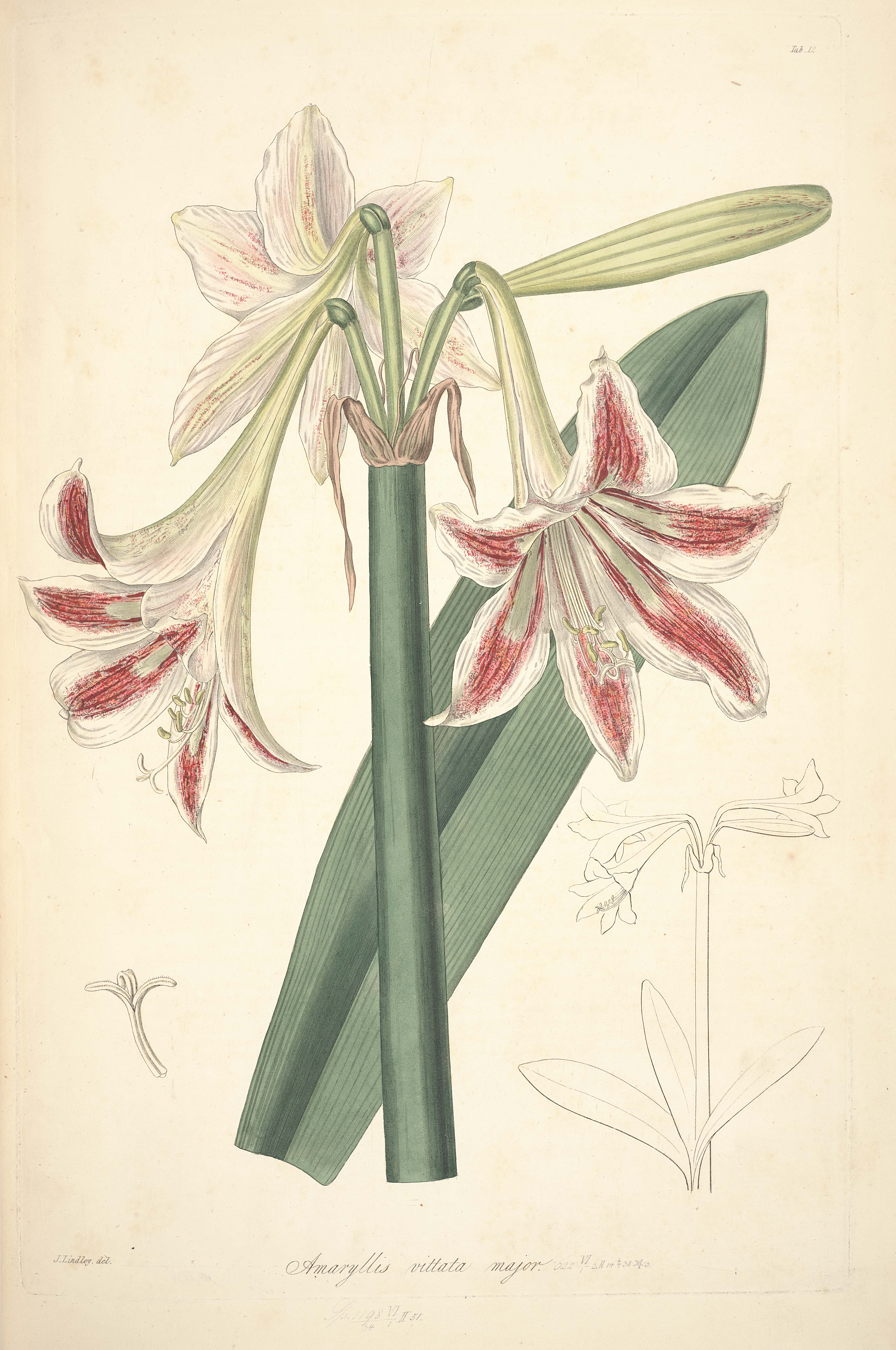
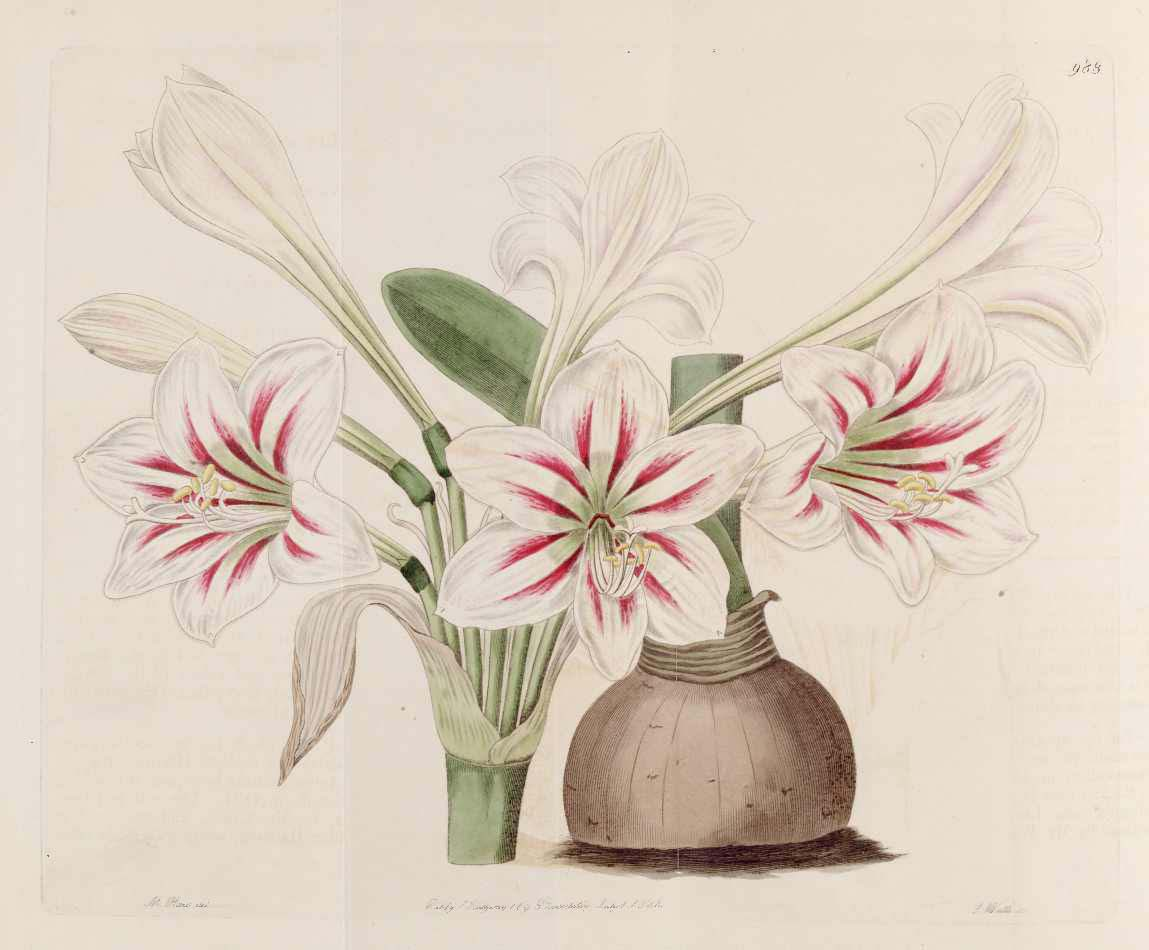